# Gianfranco Ravasi

Znak kardinála Ravasiho

Gianfranco kardinál Ravasi (* 18. října 1942, Merate) je italský římskokatolický kněz, biblista, vysoký úředník římské kurie a kardinál.

## Životopis
Vysvěcen na kněze byl 28. června 1966 v Miláně, poté působil jako prefekt Ambroziánské knihovny v Miláně a profesor biblické exegeze na Teologické fakultě Severní Itálie. Od roku 1995 je členem Papežské biblické komise. Na jaře 2007 byl pověřen přípravou zamyšlení ke křížové cestě, kterou na Velký pátek (6. 4. 2007) vedl papež Benedikt XVI. v římském Koloseu. Dne 3. září 2007 ho Benedikt XVI. jmenoval předsedou Papežské rady pro kulturu a zároveň předsedou Papežské biblická komise a Papežské komise pro archeologii. Biskupské svěcení přijal 29. září 2007 z rukou Benedikta XVI. Dne 20. října 2010 byla ohlášena jeho kardinálská nominace, kardinálské insignie převzal na konsistoři o měsíc později.

## Literární dílo

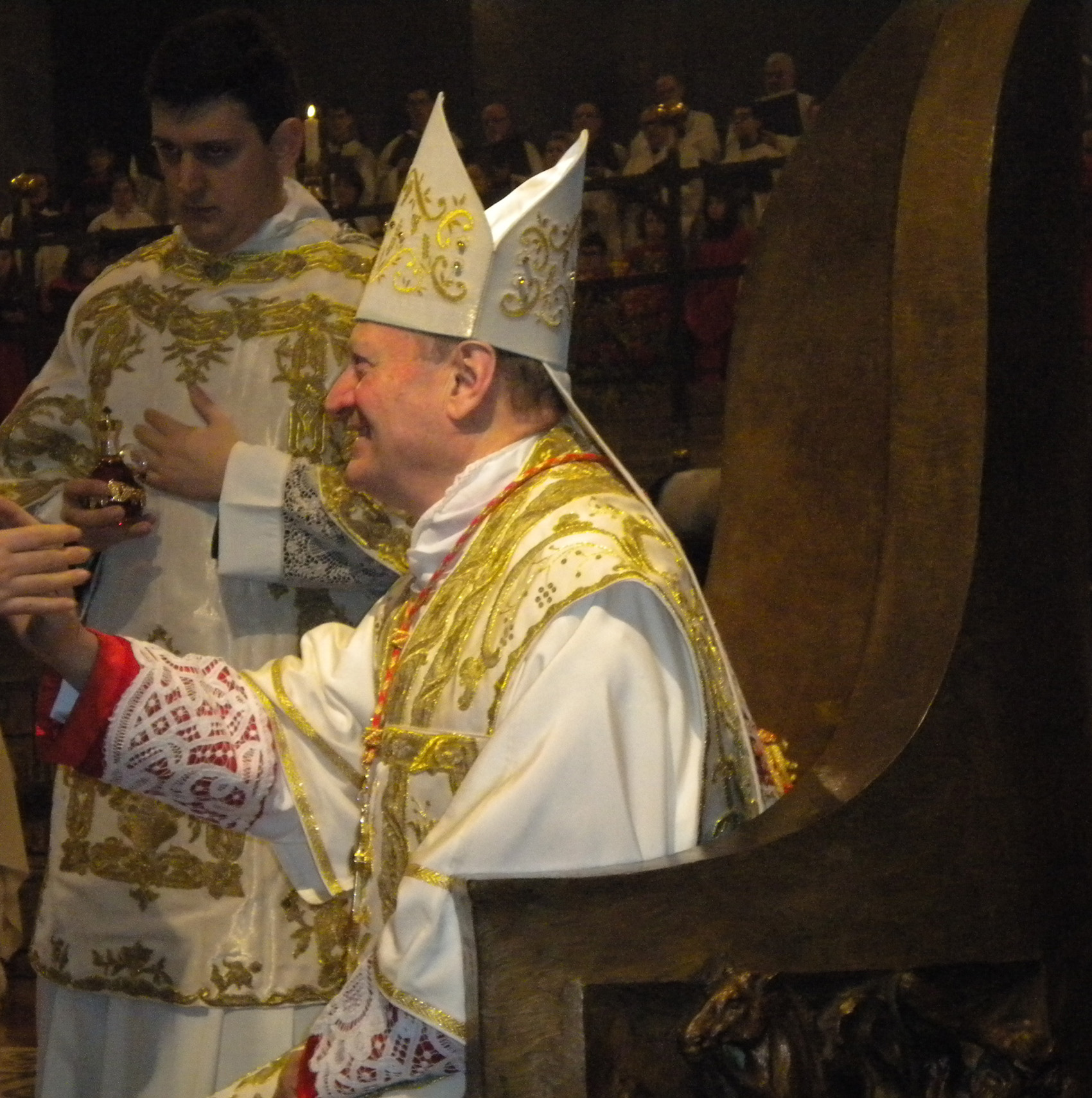
Kardinál Ravasi v Lodi, 19. ledna 2014 během slavnostní mše k poctě Svatého Bassiania.

Kardinál Ravasi je autorem řady vědeckých a popularizačních titulů z oblasti biblistiky a exegeze. Mezi dosud nejznámější patří jeho komentáře na starozákonní knihy Jób, Kazatel, Píseň písní a Žalmy a novozákonní listy Římanům a Korinťanům. Je rovněž autorem Úvodu do Starého zákona a řady duchovních zamyšlení nad texty lekcionářů a breviáře.